# Josef Martinek
Josef Martinek (* 15. Mai 1945) ist ein ehemaliger tschechisch/deutscher Basketballspieler.

## Laufbahn
Martinek, der 1964 mit der tschechoslowakischen Juniorennationalmannschaft bei der EM in Italien antrat, ging 1968 nach Belgien, wo er drei Jahre spielte, 1971 kam er zum Bundesligisten SSV Hagen und errang mit der Mannschaft im Frühjahr 1974 die deutsche Meisterschaft. In der Folgesaison 1974/75 gewann der 2,04 Meter lange Innenspieler mit Hagen den deutschen Pokalwettbewerb. Martinek, der auch unter seinem Spitznamen „Joschko“ bekannt war, blieb bis 1977 beim SSV, danach spielte er beim Bundesliga-Konkurrenten MTV Wolfenbüttel und ab 1979 noch für den TSV Hagen 1860, unter anderem 1980/81 in der Bundesliga.
Nach der Basketballkarriere blieb er in Hagen wohnhaft. Ende Oktober 1988 wurde er im Gespann mit Jörg Trapp Trainer der Bundesliga-Mannschaft des SSV Hagen.